# Napoleon Nawarski
Napoleon Konstanty Henryk Nawarski (ur. 20 czerwca 1850 w Brzozowie, zm. 1 marca 1910 w Krośnie) – polski architekt.

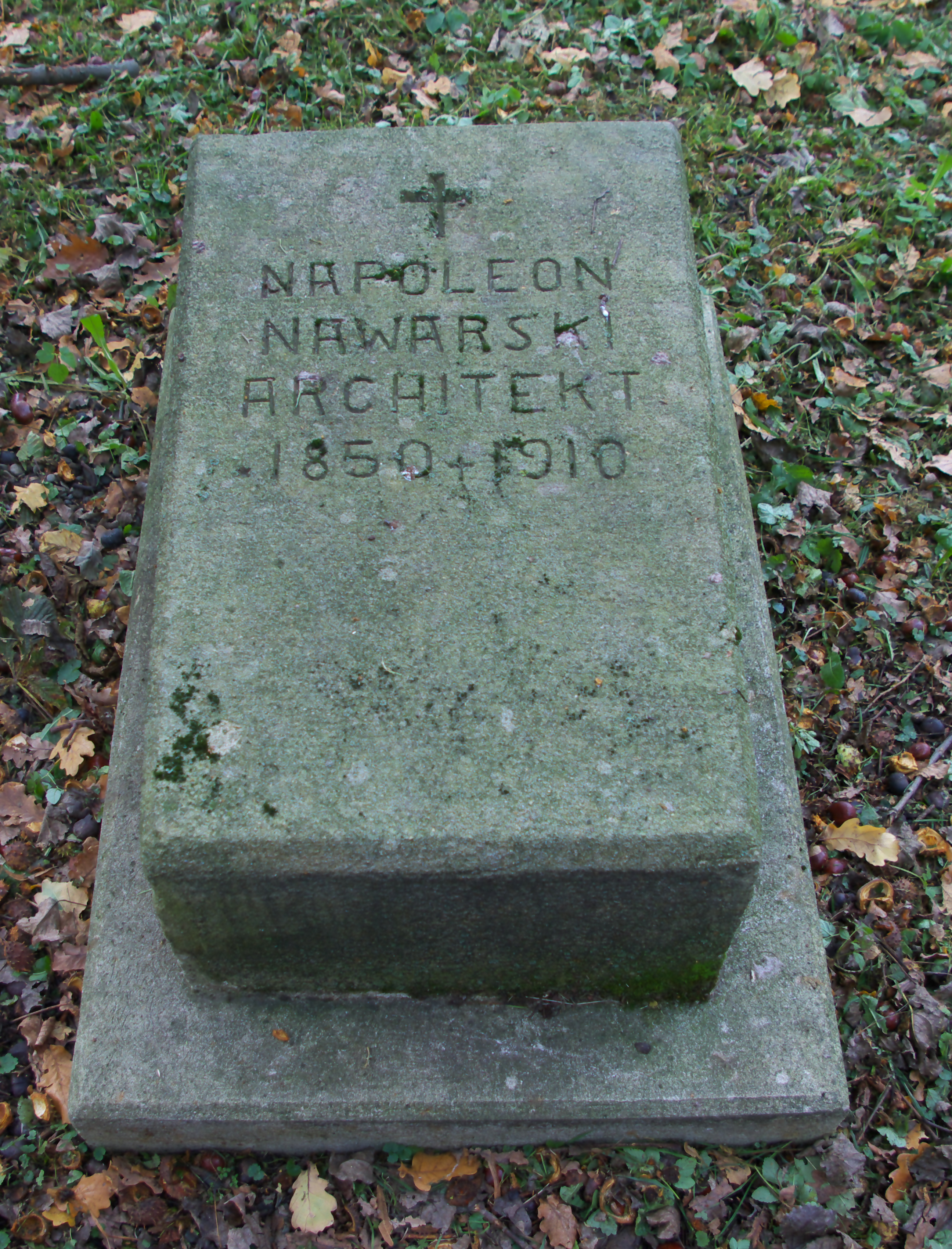
Nagrobek Napoleona Nawarskiego

## Życiorys
Był synem Jana i Karoliny. Został architektem. Jego dziełami były:
- Projekt pierwotnego budynku klubu wioślarskiego w Wiedniu, wybudowanego w 1877; po zniszczeniu w 1945 odbudowany w uproszczonej i zmodernizowanej formie[2].
- Zamek Kamieniec w Odrzykoniu: pomiary architektoniczne, na podstawie których w 1885 stworzono projekt konserwacji zamku, podjęte w 1906[3][4][5].
- Stary Cmentarz w Krośnie: projekty nagrobków[6], projekt upamiętniający poległych powstańców styczniowych z 1903 roku, wykonany przez Andrzeja Lenika[7][8].

Zmarł w 1910 w Krośnie w wieku 59 lat. Został pochowany na Starym Cmentarzu w Krośnie.